# 宇宙に行った動物
宇宙に行った動物（うちゅうにいったどうぶつ）では、宇宙に送られた動物について記述する。ただしヒトについては有人宇宙飛行を参照。
もともと、有人宇宙飛行が行われる以前の宇宙空間への動物の打ち上げは、ただ単に宇宙飛行における生物の生存性を試験するためであった。その後、微重力と宇宙飛行が動物に与えうる様々な生物学的プロセスや影響を研究する目的でも打ち上げられるようになった。2011年現在、自国の宇宙計画によって動物を宇宙へ送った国は、ソビエト連邦、アメリカ合衆国、フランス、中華人民共和国、日本、そしてイランである。

## 1940年代
意図的に宇宙に送られた初の動物はライ麦の種、綿の種と一緒に打ち上げられたミバエであった。1947年2月20日、アメリカでドイツから接収したV2ロケットによってホワイトサンズ性能試験場から打ち上げられた。この実験の目的は高高度における宇宙線被曝の影響を調査することであった。高度68マイルに到達、ミバエは生きて回収され健康体であった。後に行われた複数のV2ミッションでは蘚類を含む生体サンプルを宇宙へ運んだ。
1949年6月14日、アカゲザルのアルバート2世（Albert II）はアメリカのV2ロケットによって初の宇宙に行ったサルになったが、パラシュートの故障で地面に激突し死亡した。アメリカは1950年代から60年代にかけて数種のサルを多数打ち上げている。サルにはバイタルサインを測定するセンサーが埋め込まれ、その多くは打ち上げ時に麻酔された状態にあった。

## 1950年代

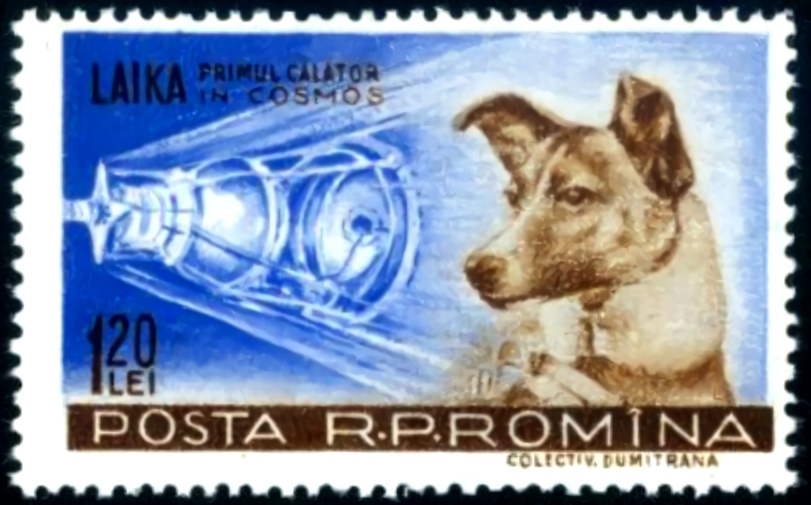
1957年、ライカは地球周回軌道に打ち上げられた初の動物となった。

1950年8月31日、アメリカはハツカネズミをV2ロケットに搭載して高度137kmまで打ち上げた。この他にも、アメリカは50年代にネズミをいくつか打ち上げている。
1951年1月29日、ソ連はイヌのツィガンとデジクをR-1 IIIA-1に搭載して宇宙に送った（弾道飛行）。2匹ともこの飛行に生き残ったが、デジクは後の飛行で死亡している。
軌道を周回した初の動物は、イヌのライカであり、ソ連が1957年11月3日に打ち上げたスプートニク2号に搭乗していた。周回軌道上から安全に帰還させる技術は当時まだ開発されていなかったため、7日後に薬殺される予定であったが、実際にはストレスと熱中症により打ち上げから数時間で死亡していたことが2002年に明らかにされた。ユーリイ・ガガーリンが1961年4月12日に人類初の宇宙飛行を成し遂げるまでに、少なくとも10匹のイヌが周回軌道に打ち上げられ、非常に多くのイヌが弾道飛行した。
1958年12月13日、アメリカ海軍の調教した南アメリカのリスザル・ゴードを乗せたジュピターIRBM AM-13がケープ・カナベラルより打ち上げられた。ノーズコーンの回収用パラシュートが作動せず、ゴードは死亡した。飛行中に地上に送られたテレメトリーデータから、ゴートは打ち上げ時の10G、8分間の無重力状態、大気圏再突入時の40Gに耐えたことが分かっている。ノーズコーンはケープ・カナベラルから2,411 km離れたダウンレンジに沈み、現在も回収されていない。

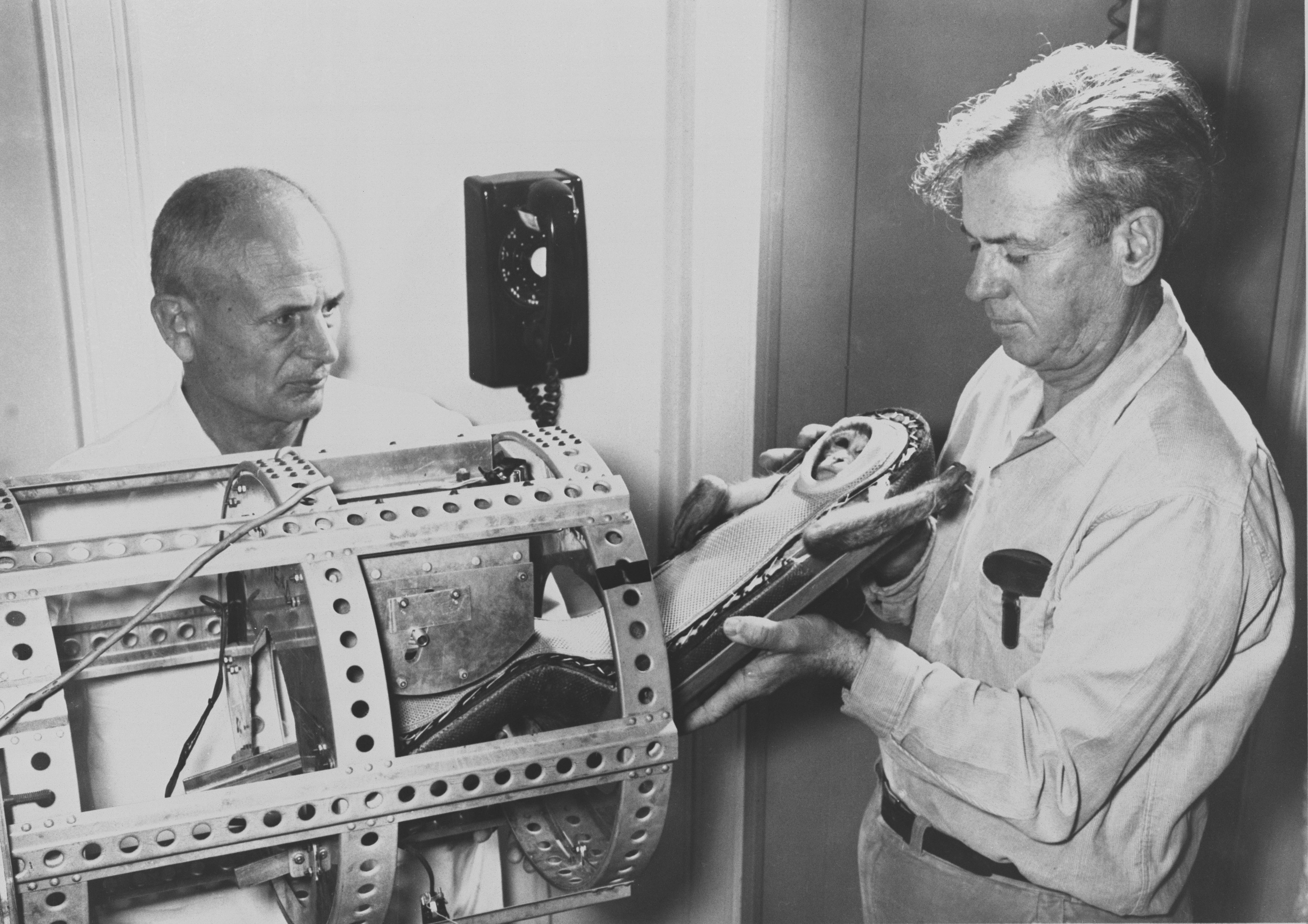
1959年12月4日、Little Joe 1Bフライトに挑むアカゲザルのサム

アメリカ生まれのアカゲザルのエイブル（Able）とペルー生まれのリスザル・ベイカー（Baker）は1959年に宇宙飛行（弾道飛行）から生きて帰還した初のサルとなった。1959年5月28日、エイブルとベイカーがジュピターIRBM AM-18のノーズコーンに乗せられ、ミサイルは高度579kmに達し、ケープ・カナベラルから2,735km離れた大西洋のミサイル射爆エリアに降下した。2匹は38Gに耐え、約9分間無重力状態だった。最高速度は16,000km/hで、16分間の飛行だった。2匹は飛行から無事に生還し、状態も良好だった。しかしエイブルは飛行の4日後に行われた電極を除去するための手術の際、麻酔が原因で死亡する。ベイカーはハンツビルのUSスペース・アンド・ロケット・センターで1984年11月29日まで生きた。

## 1960年代

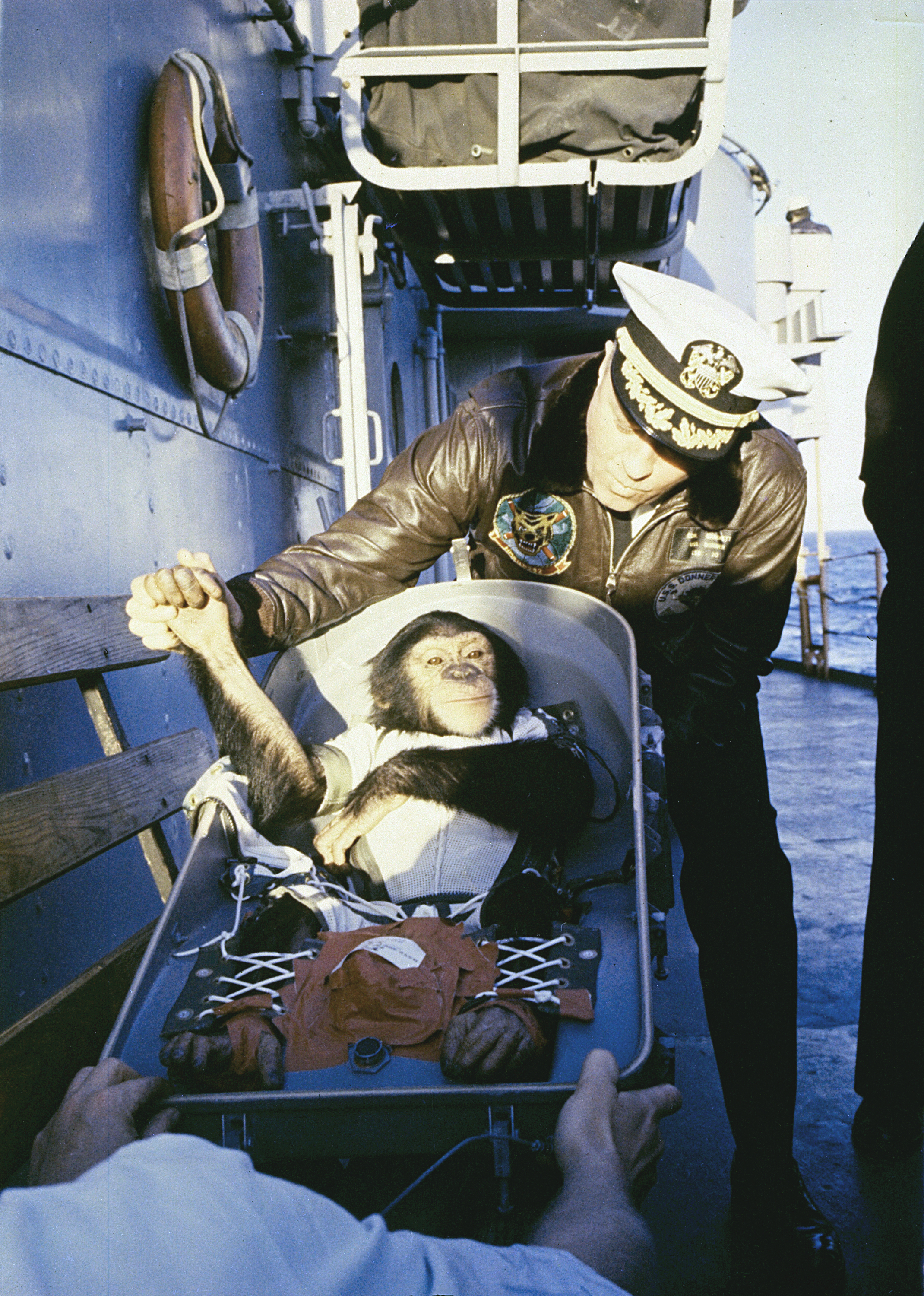
有名なハンドシェイクウェルカム。マーキュリーレッドストーンロケットによる飛行の後、ハムは回収船USS Donner (LSD-20)の船長に迎えられた。

1960年8月19日、スプートニク5号に乗ったイヌのベルカとストレルカは地球軌道を周回して生還した初の動物となった。ストレルカの子犬のプシンカは1961年、ニキータ・フルシチョフによってジョン・F・ケネディの娘キャロライン・ケネディに贈られ、プシンカの子孫は現在も生存している。
1961年1月31日、チンパンジーのハムがレッドストーンロケット（en）のマーキュリーカプセルに乗せられ、宇宙飛行（弾道飛行）を行った。ハムはレバーを引くように訓練され、成功するとバナナが、失敗すると電気ショックが与えられた。この飛行によって宇宙飛行中に動物が作業可能であることが立証された。3ヵ月後の4月12日にソ連宇宙飛行士のユーリイ・ガガーリンが軌道周回飛行で、5月5日には米国宇宙飛行士のアラン・シェパードが弾道飛行で宇宙に行った。1961年11月29日、アトラスロケットのマーキュリー・アトラス5号に搭載されたマーキュリーカプセルによってイーノスは地球軌道を周回した初のチンパンジーとなった。
1961年2月22日、フランスは初めてラット（Hector）を宇宙に送った（弾道飛行）。1961年10月にも別のラットを2匹打ち上げている 。
フランスは1963年10月18日にネコのフェリセットを打ち上げた。神経衝撃を測定するため、ネコの頭には電極が埋め込まれていた。このネコは無事に生還したが、次に宇宙に行ったネコは死亡した。フランスによる最後の動物の打ち上げは1967年3月の2匹のサルである。
中国は1964年と1965年にマウスとラットを、1966年には2匹のイヌを打ち上げている（弾道飛行）。
ボスホート計画の間、ソ連はイヌのヴェテロクとウゴリョークを1966年2月22日に打ち上げ、コスモス110号の中で帰還するまでの22日間を軌道上で過ごした。この記録は1974年にスカイラブ2号の宇宙飛行士が更新するまでは宇宙滞在最長記録となっていた。イヌの記録としては現在でも最長である。
アメリカは1966年にバイオサテライト1号を、1967年にバイオサテライト2、3号を打ち上げた。この衛星にはショウジョウバエと、ヤドリバチ、コクヌストモドキ、カエルの卵、バクテリア、アメーバ、植物、菌類が搭載されていた。
宇宙に行った初のカメは1968年9月14日にソ連によって打ち上げられた。ゾンド5号に乗せれたヨツユビリクガメはチーズバエ、ミールワーム、その他の生物標本と共に月を周回した。これらは深宇宙に行った初の生物となった。カプセルは無事9月21日に海上で回収された。地球帰還後の動植物はモスクワに生きたまま戻された。
アメリカは1969年にアカゲザルのボニー（Bonny）を打ち上げ、霊長類における初の複数日ミッションとなった。
1969年12月にはアルゼンチンが観測ロケットによってサルのホアンを打ち上げ回収に成功しているが、到達高度は82kmであったため宇宙に行ったとはいえない。アルゼンチンは1970年にもサルを観測ロケットにより打ち上げているが回収に失敗している。
ソ連は50年代、60年代の合計で最低でも57匹のイヌを打ち上げた。ただし複数の飛行を経験したイヌもいるので、宇宙に行った犬の実際の数はこれより少なくなる。

## 1970年代

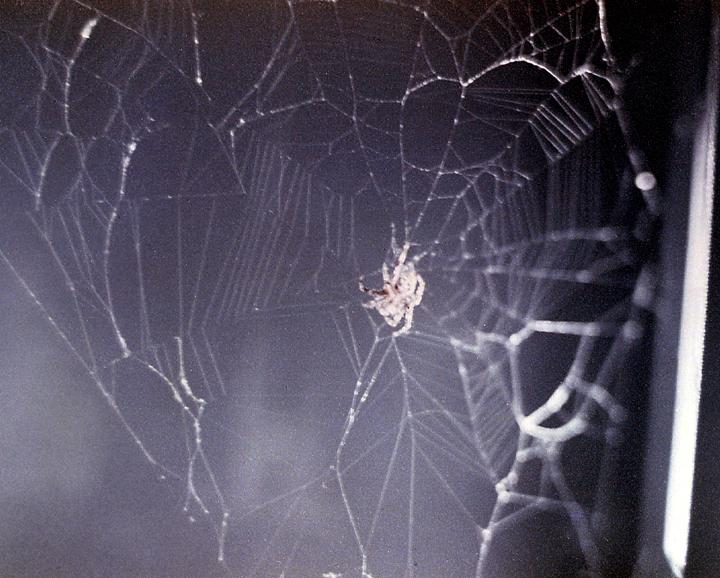
宇宙で綱を張るクモのArabella

1970年11月9日、宇宙酔いについての研究のため、2匹のウシガエルが搭載された生物衛星OFOが打ち上げられた（回収はせず）。
1972年4月16日打ち上げられたアポロ16号には線形動物が、1972年12月7日に打ち上げられたアポロ17号には5匹のポケットマウスが積み込まれていた（名前はFe, Fi, Fo, Fum, and Phooey）。スカイラブ3号にはポケットマウスと共に宇宙初となる魚類（マミチョグ）とクモ（cross spider、2匹はArabella, Anitaと名づけられていた）が積み込まれていた。アポロ・ソユーズテスト計画ではアメリカはマミチョグを宇宙に運んでいる。
ソ連はビオン計画によってリクガメ、ラット、マミチョグを宇宙に送った。70年代最後の飛行となったビオン5ではラットの繁殖も試みたが失敗した。1975年11月17日に打ち上げられたソユーズ20号にはリクガメとゼブラフィッシュが搭載された。

## 1980年代
1980年代にソ連はビオン計画で8匹のサルを宇宙に送っている。ビオン計画ではゼブラフィッシュ、ショウジョウバエ、ナナフシの卵、および宇宙初となるイモリを宇宙に送った。一方、アメリカはスペースシャトルに搭載したスペースラブ3によって24匹のラットとナナフシの卵と2匹のサルを打ち上げている。
1985年のビオン7号では10匹のイベリアトゲイモリを搭載していた。イモリは前足が切除され、宇宙における再生率の研究に使用された。
チャレンジャー号爆発事故によって実験が失われた後、ニワトリの胚（受精卵）が1989年のSTS-29で再び宇宙に送られた。この実験は学生コンテストのために考案されたものだった。

## 1990年代

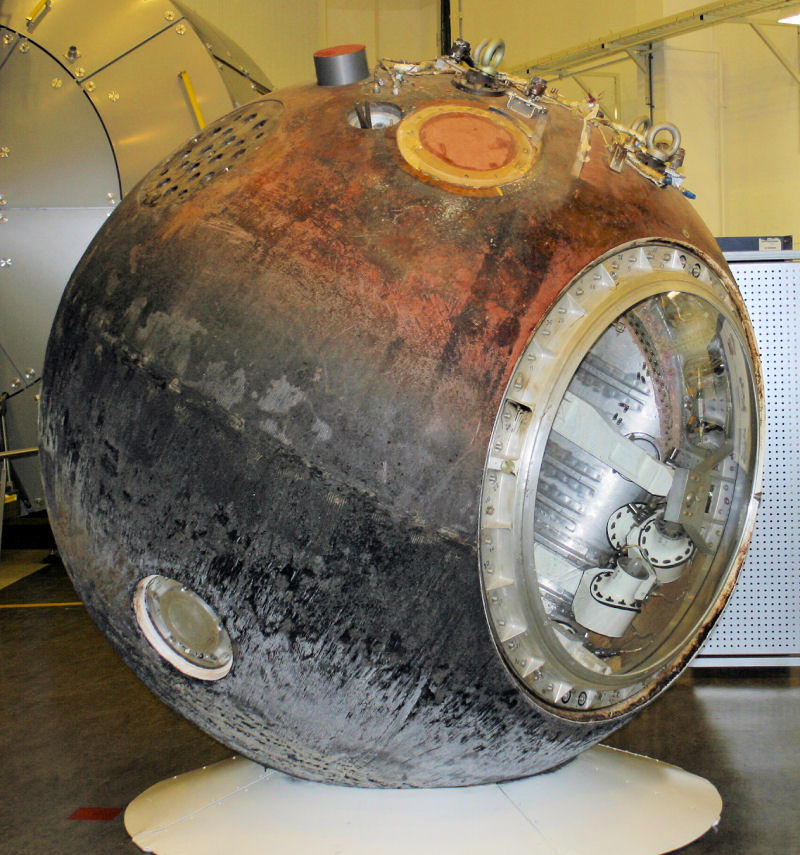
フォトン12号のカプセル

最後のビオン衛星は4匹のサルとカエル、ショウジョウバエを乗せて打ち上げられた。フォトン計画では休眠中のアルテミア、イモリ、ショウジョウバエ、desert beetleが宇宙に送られた。
1990年に中国はテンジクネズミを打ち上げた。
1990年12月、TBSの秋山豊寛(日本人初の宇宙飛行者)はミール宇宙ステーションにニホンアマガエルを連れて行き、実験を行った。また、ソ連はウズラの卵の孵化実験も行っている。
1995年3月18日、日本は宇宙実験・観測フリーフライヤ（SFU）によって初めて動物（イモリ）を宇宙に送った。SFUは若田光一がシャトル・リモート・マニピュレータ・システムを操縦して回収された（STS-72）。
90年代のアメリカはコロンビアによってコオロギ、マウス、ラット、カエル、イモリ、ショウジョウバエ、カタツムリ、コイ、メダカ、ガマアンコウ（oyster toadfish）、ウニ、ソードテール、マイマイガの卵、ナナフシの卵、ウズラの卵などを宇宙に運んだ（コイ、メダカ、ガマアンコウは日本の実験として実施）。
初期のシャトルミッションには、小中高の教育プロジェクトが含まれており、アリ、ナナフシの卵、ブラインシュリンプなどを宇宙に運んだ。そのほかの科学ミッションではマイマイガ等が使われた。

## 2000年代
2003年、コロンビア最後のフライトSTS-107ではカイコ、クモ（Garden Orb spider）、クマバチ、アリ(harvester ant)、メダカを運んだ。コロンビア号空中分解事故の後、線形動物（C. elegans）が回収された実験装置の残骸の中で生存していたことが発見された。
線虫C. elegansや、マウス、クモ、ウズラの卵を使った研究・実験は、国際宇宙ステーションでも行われている。
2006年7月12日、ビゲロー・エアロスペースは自社のジェネシスIを打ち上げた。この衛星にはマダガスカルヒッシングローチ（Madagascar hissing cockroach）や中にCydia deshaisianaの幼虫が入っているメキシコトビマメが含まれており、民間によって動物が宇宙へ行った初の事例となった。2007年6月28日、ビゲロー・エアロスペースはさらにジェネシスIIを打ち上げた。この衛星にはマダガスカルヒッシングローチ（Madagascar hissing cockroaches） と南アフリカフラットロックスコーピオン（Hadogenes troglodytes）とseed-harvester ants（Pogonomyrmex californicus）が含まれていた。
2007年9月、欧州宇宙機関の衛星フォトンM3（FOTON-M3）では、緩歩動物（クマムシ）が10日間真空の宇宙空間で直接曝露された。宇宙線だけを浴びたクマムシは、地球に戻ると復活し、通常のクマムシと同様のペースで繁殖した。太陽光も浴びたクマムシは蘇生率が低下していたものの一部は生き残った。宇宙空間に直接曝されて生き残った動物はこれが初となる。
同じく、このフォトンM3(飛行期間9月14-26日)には、ロシア語で希望という意味のナデジダと名付けられたゴキブリ(2匹のメス)も搭載され、宇宙で初めて卵を身ごもった。地上へ回収後、この卵から33匹の子供を誕生させる事に成功した。
2009年11月、STS-129は学生実験のためヒメアカタテハとオオカバマダラの幼生を、長期的無重量研究のためカエノラブディティス・エレガンス(C. elegans)を宇宙に連れて行った。

## 2010年代
2010年2月3日、イランはイラン革命31周年記念日に、動物（1匹のマウス、2匹のカメ、ワーム）をサフィールロケット3号機に搭載して打ち上げ、地球に生きたまま帰還させた。
2011年5月のSTS-134では2匹のクモ(golden orb spiders)が運ばれた。またその餌としてショウジョウバエが運ばれ、無重量環境下でのクモの行動観察が行われた。
2014年7月、繁殖実験用のヤモリやショウジョウバエが搭載されたロシアのフォトンM-4が打ち上げられ、1ヶ月半後にカプセルが回収された。しかしヤモリは回収前に全て死亡していた。
2014年9月のドラゴン補給船SpaceX-4で、マウス20匹がISSに運ばれて長期飼育実験が行われた。

## 日本が行った主な生物実験
- 1990年12月、ソユーズTM-11で秋山豊寛がミール宇宙ステーションにニホンアマガエル6匹を連れて行き、宇宙船内の微小重力下でカエルがどんな姿勢や行動を示すかを実験した[22]。

- 1992年9月、毛利衛が搭乗したSTS-47/FMPTミッションで、ニシキゴイ2匹が搭載された[23]。

- 1994年7月、向井千秋が搭乗したSTS-65/IML-2ミッションでは、キンギョ、アカハライモリ、メダカの3種類の水棲生物を搭載した。アカハライモリは軌道上で産卵とその後の発生の進行が観察された。またメダカ（コスモ、元気、夢、未来）は脊椎動物として宇宙で初めて交尾・産卵・孵化させる事に成功し、「宇宙メダカ」が誕生した[24][25]。

- 1995年3月18日、日本は宇宙実験・観測フリーフライヤ(SFU)によってアカハライモリ2匹を宇宙に送り、受精卵の発生の進行を観察した[26]。

- 1998年5月のSTS-90/ニューロラブミッション[27]と、向井千秋が搭乗した1998年10月のSTS-95ミッションで、日本の水棲生物実験としてガマアンコウを搭載した[28][29]。

- 2012年10月のソユーズTMA-06Mでは、32匹のメダカがISSに運ばれて、「きぼう」日本実験棟の水棲生物実験装置(AQH)で飼育が行われた。

- 2014年2月、ISSで日露共同のネムリユスリカの乾燥幼虫の蘇生実験が若田光一により行われた。

- 2014年9月のソユーズTMA-14Mで、18匹のゼブラフィッシュの幼魚がISSに運ばれた。「きぼう」日本実験棟の水棲生物実験装置（AQH）で1ヶ月半の飼育が行われ、6匹は生きたまま回収する予定[30]。

## 関連図書
- McDowell, Jonathan (2000年1月26日). “The History of Spaceflight: Nonhuman astronauts”. The History of Spaceflight. 2008年1月31日閲覧。
- L. W. Fraser and E. H. Siegler, High Altitude Research Using the V-2 Rocket, March 1946-April 1947 (Johns Hopkins University, Bumblebee Series Report No. 8, July 1948), p. 90.
- Kenneth W. Gatland, Development of the Guided Missile (London and New York, 1952), p. 188
- Capt. David G. Simons, Use of V-2 Rocket to Convey Primate to Upper Atmosphere (Wright-Patterson Air Force Base, AF Technical Report 5821, May 1949), p. 1.
- Lloyd Mallan, Men, Rockets, and Space Rats (New York, 1955), pp. 84–93.
- Henry, James P.; et al. (1952), “Animal Studies of the Subgravity State during Rocket Flight”, Journal of Aviation Medicine 23:  421–432